# Ренато Саншес
Ренато Жуниор Луж Саншес (порт. Renato Júnior Luz Sanches, Амадора, 18. август 1997) португалски је фудбалер пореклом са Зеленортских Острва и Сао Томе и Принсипеа. Тренутно наступа за Бенфику као позајмљени играч Пари Сен Жермена, као и за репрезентацију Португалије.

## Клупска каријера

### Бенфика
Ренато Саншес је професионалну каријеру започео у сезони 2013–14, када је заиграо за Б-тим Бенфике. Дебитовао је 5. октобра 2014. године против Феиренсеа.
У сезони 2015–16 је напредовао до првог тима. 30. августа 2015, Саншес је постигао свој први гол у утакмици против Варзима. Седамнаест дана касније, Саншес је реализовао два пенала у поразу од Авеса, 2:3.

### Бајерн Минхен
10. маја 2016, Саншес је потписао петогодишњи уговор са Бајерном, вриједан 35 милиона евра. Ренато Саншес је тако постао најскупљи Португалац који је напустио домаће првенство и први Португалац који је заиграо за Бајерн.

## Репрезентативна каријера

### Европско првенство 2016.
Ренато Саншес је наступио на Европском првенству 2016. Постао је најмлађи репрезентативац Португалије на великим такмичењима икада. За репрезентацију је дебитовао 14. јуна 2016, на првој утакмици Португалије на такмичењу, против Исланда. Одиграо је посљедњих 19 минута. Дао је свој допринос и у утакмици са Хрватском у осмини финала, када је проглашен за играча утакмице. Ренато Саншес је проглашен за најбољег младог играча на Европском првенству.

## Стил игре и карактеристике
Саншеса одликују добра контрола лопте и преглед игре. Снажан је у дуелима. Поједине личности из свијета фудбала су довели у питање његове године, тврдећи да је немогуће да је толико спреман са свега 18 година. Појавиле су се информације да су његови родитељи набавили лажни родни лист. Ипак, те тврдње су се испоставиле нетачним.

## Трофеји
Бенфика
- Првенство Португала (1) : 2015/16.
- Лига куп Португала (1) : 2015/16.

Бајерн Минхен
- Првенство Немачке (2) : 2016/17, 2018/19.
- Куп Немачке (1) : 2018/19.
- Суперкуп Немачке (1) : 2017.
- Телеком куп Немачке (2) : 2017. (зимски), 2017. (летњи)

Лил
- Првенство Француске (1) : 2020/21.
- Суперкуп Француске (1) : 2021.

Пари Сен Жермен
- Првенство Француске (1) : 2022/23.

Португалија
- Европско првенство (1) : 2016.